# 鍋島直富
鍋島 直富（なべしま なおとみ）は、江戸時代前期の肥前国蓮池藩の世嗣。通称は勝之助。

## 略歴
2代藩主・鍋島直之の次男として誕生。母は鍋島光茂の養女（榊原照清の娘）。
直之の嫡子として育ち、貞享元年（1684年）に徳川綱吉に拝謁する。しかし、家督を相続することなく元禄7年（1694年）に22歳で早世した。
代わって、叔父・直称が嫡子となった。